# Convolvulus cneorum
Convolvulus cneorum (arbusto de gloria de la mañana) es una especie de plantas del género Convolvulus, en la familia Convolvulaceae. Planta de suelos pobres y pedregosos bien drenados. 

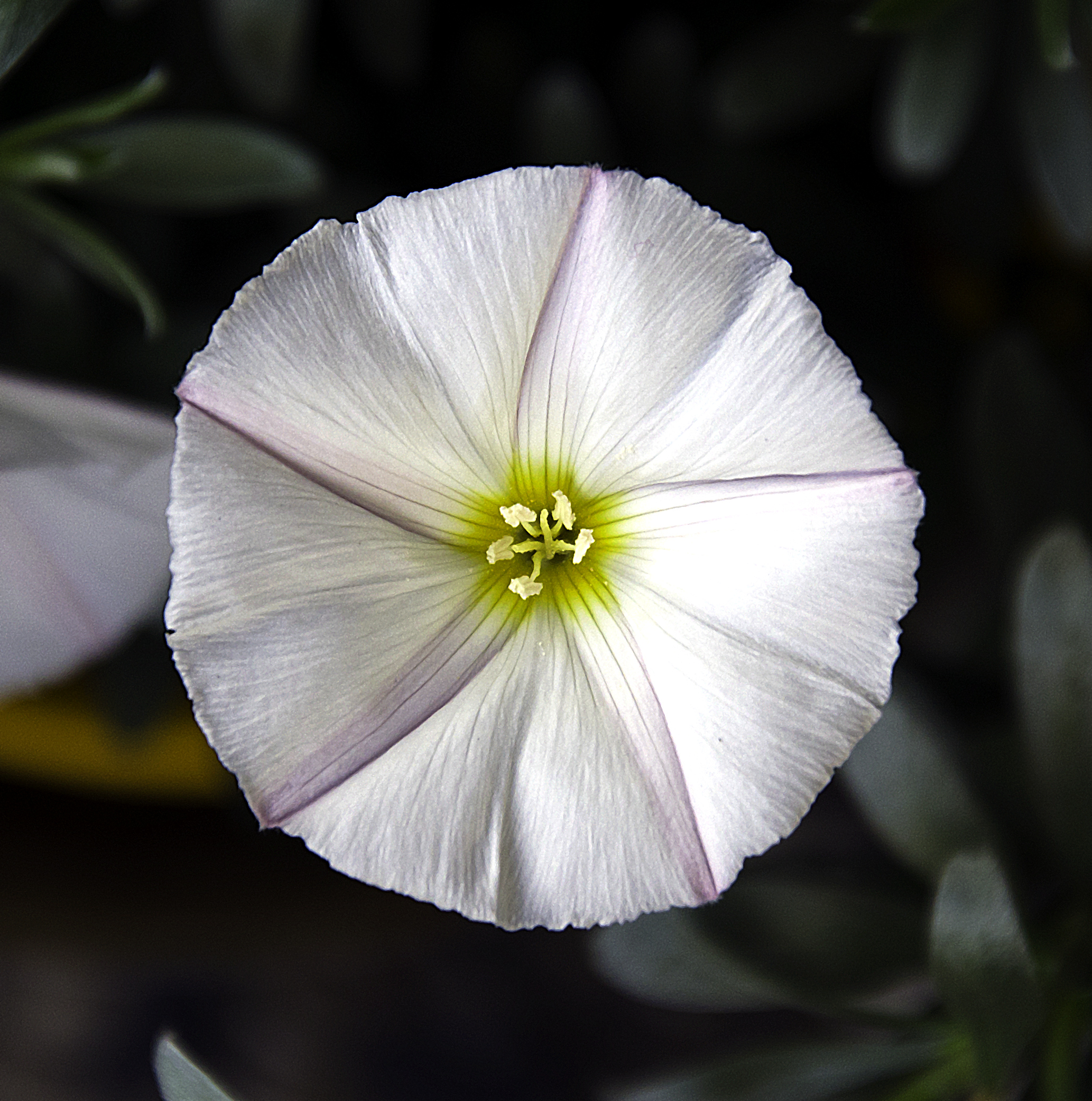
Detalle de la flor

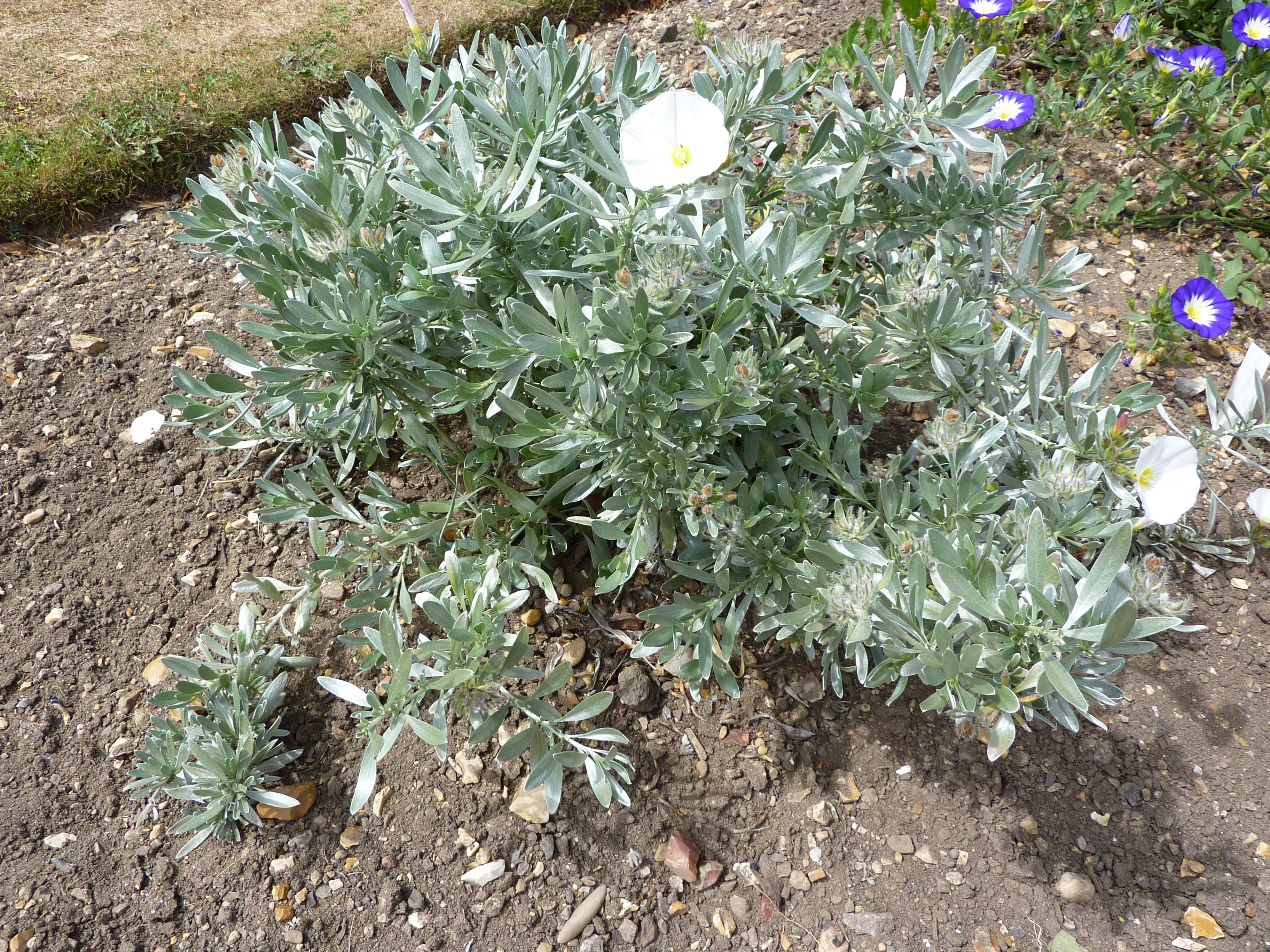
Vista de la planta

## Localización
La Europa mediterránea, Sicilia, Croacia y el norte del África mediterránea. Su hábitat son de preferencia suelos pobres arenosos, rocosos y bien drenados, a pleno sol. Lugar protegido. Proteger contra el frío en invierno. Puede recortarse ligeramente tras la floración. Una vez que está bien enraizada, resiste periodos prolongados de sequía, .

## Descripción
Arbusto de hoja perenne y aspecto redondeado, que alcanza una altura de unos 60 cm  y con hojas lanceoladas de color verde plateado que se van estrechando hacia el peciolo.
Flores blancas con centro amarillo. Corola blanca o rosada con bandas más oscuras o rojizas. Se presentan al final de la primavera o en el principio del verano. Las flores numerosas, se presentan agrupadas de dos en dos. Se multiplica por esquejes en otoño.
Son atacadas por las plagas más comunes, los pulgones y la araña roja.

## Usos
Se utiliza en jardinería siempre con suelo bien drenado y normalmente en Rocallas.

## Taxonomía
Convolvulus cneorum fue descrito por Carlos Linneo  y publicado en Species Plantarum 1: 153. 1753.
Etimología
Convolvulus: nombre genérico que procede del latín convolvere, que significa "enredar".
cneorum: epíteto que procede del latín que significa "como Daphne gnidium".
Sinonimia
- Convolvulus argenteus Desr.